# Bonifacy Dymarczyk
Bonifacy Dymarczyk, pseud. Boniek (ur. 3 kwietnia 1951 w Częstochowie, zm. 10 grudnia 2003 tamże) – polski aktor i reżyser teatralny, kabareciarz, autor piosenek i sztuk teatralnych, pieśniarz. Lider kabaretu "Adios Muchachos", współtwórca Sceny "Błazen".

## Życiorys
Ukończył II Liceum Ogólnokształcące im. Romualda Traugutta w Częstochowie. Studiował na Politechnice Częstochowskiej, gdzie związał się ze studenckim ruchem artystycznym. W latach 60. i 70. był liderem kabaretu "Adios Muchachos" założonego wspólnie z Marianem Gorzeckim i Kazimierzem Nocuniem. Miejscem prób był klub studencki "Wakans". Z kabaretem tym Dymarczyk dwukrotnie wystąpił podczas studenckiego festiwalu FAMA, zdobywając na nim w 1977 roku I nagrodę. W wyniku akcji operacyjnego sprawdzenia kryptonim „Anegdota” zespół otrzymał zakaz występów, a następnie zmienił nazwę na "Żegnajcie chłopcy". W roku 1982 rozpoczął pracę w Teatrze im. Adama Mickiewicza w Częstochowie, z którym był związany do końca życia. Był inspicjentem i aktorem. Zagrał też w filmie Łukasza Wylężałka Darmozjad polski. Był członkiem ZASP. Od 2000 brał udział w wieczorach Sceny "Błazen".
Ostatnie lata życia poświęcił na pisanie bajek i piosenek dla częstochowskiego teatru, a także oddał się reżyserii (m.in. Balladyna i Wesele wspólnie z Adamem Hanuszkiewiczem, Łysa śpiewaczka wspólnie z Henrykiem Talarem oraz Mayday i Okno na parlament wspólnie z Wojciechem Pokorą). 
Tworzył też filmy krótkometrażowe z gatunku satyry społeczno-politycznej. Jego Potrójny tryptyk z muzyką Janusza "Yaniny" Iwańskiego został pośmiertnie pokazany na IV Ogólnopolskim Przeglądzie Filmów Amatorskich "Klatka".
W grudniu 2003 roku Bonifacy Dymarczyk, wracając do domu po próbie w teatrze, został napadnięty i pobity. Nie wrócił już do zdrowia i kilka tygodni później zmarł w szpitalu. Interesujący jest fakt, że wątek pobicia był obecny w twórczości artysty (scena z filmu "Potrójny tryptyk", w której sam autor odgrywa pobitego i okradzionego w bramie oraz piosenka "Nie zrobicie metropolii z Częstochowy", w której autor śpiewał "Tak bym nie chciał dziś dostać w pacynę. Po co szpital, policja, protokół?").

## Ważniejsze role teatralne
- 1996: Martini, Lot nad kukułczym gniazdem, reż. Łukasz Wylężałek, Teatr im. Adama Mickiewicza w Częstochowie
- 1998: Inspektor Troughton, Mayday, reż. Wojciech Pokora, Teatr im. Adama Mickiewicza w Częstochowie
- 1999: Ronnie, Okno na parlament, reż. Wojciech Pokora, Teatr im. Adama Mickiewicza w Częstochowie

## Reżyseria
- 1995: Balladyna (asystent reżysera)
- 1995: Łysa śpiewaczka (asystent reżysera)
- 1998: Mayday (asystent reżysera)
- 1999: Wesele (asystent reżysera)
- 1998: Nowe szaty króla
- 1999: Krzesiwo
- 2000: Kot w butach

## Utwory sceniczne
- Cudowna lampa Alladyna[6]
- Krzesiwo
- Nowe szaty króla

## Pamięć o "Bońku"
Bonifacy Dymarczyk stał się postacią legendarną. W pierwszą rocznicę śmierci artysty w klubie jazzowym Paradoks odbył się koncert "Bonia Dymarczyka wieczór wspomnień". 28 kwietnia 2011 w częstochowskim klubie muzycznym Zero odbył się koncert w 60. rocznicę urodzin Bonifacego Dymarczyka zatytułowany "Jeśli jest góra, musi być dół". Piosenki zmarłego artysty zaśpiewali aktorzy Teatru im. Adama Mickiewicza i artyści związani z Częstochową.
Powołano też Scenę Ogólnokształcącą im. Bonifacego Dymarczyka, w ramach której odbywają się warsztaty prowadzone przez różnych artystów częstochowskich i spotkania ze znanymi aktorami.
Piosenki Dymarczyka wykonują m.in. Agata Ślazyk z Piwnicy pod Baranami i Krzysztof Niedźwiecki, znany z zespołów Habakuk i Ptaszyska.